# Bryum petelotii
Bryum petelotii là một loài rêu trong họ Bryaceae. Loài này được Thér. & R. Henry mô tả khoa học đầu tiên năm 1928.